# Eileen Pollock (Drehbuchautorin)
Eileen „Mike“ Pollock (* 1926; † vor 5. Dezember 2012) war eine US-amerikanische Drehbuchautorin und Fernsehproduzentin.
Zusammen mit ihrem Ehemann Robert Mason Pollock schrieb sie die Drehbücher für die Serie Der Denver-Clan; sie erfanden gemeinsam mit Richard und Esther Shapiro die Serie  The Colbys und Dynasty: The Reunion.